# یواس‌اس بونهوم ریچارد
| یو اس اس بونهوم ریچارد آمریکا | یو اس اس بونهوم ریچارد آمریکا |  |
| ----------------------------- | ----------------------------- |  |
|                               |                               |  |
| اطلاعات کلی                   |                               |  |
| نوع کشتی                      |                               |  |
| کشور سازنده                   | آمریکا                        |  |
| ساخت کارخانه                  | هانتینگتون اینگالس            |  |
| ورود به ناوگان                | ۱۹۹۲                          |  |
| مشخصات                        |                               |  |
| طول کشتی                      | ۲۵۷ متر                       |  |
| پهنای بدنه                    | ۳۲ متر                        |  |
| سرعت                          | +۲۲ گره دریایی                |  |
| جنگ‌افزارها                    |                               |  |
| سرنوشت                        |                               |  |
| تاریخ و محل غرق شدن           | ۲۰۲۰سن دیگو                   |  |

یو. اس.اس. بونهوم ریچارد (ال.اچ. دی-۶) (به انگلیسی: USS Bonhomme Richard) یک کشتی تهاجمی از نوع رده واسپ (Wasp) بود و سومین کشتی نیروی دریایی ایالات متحده است که این اسم را داشت.

## نامگذاری
این کشتی به افتخار بنیامین فرانکلین، سفیر وقت آمریکا در فرانسه، به افتخار ناوچه معروف جان پاول جونز، که در فرانسه به «ریچارد نیکوکار» شهرت یافته بود، نامگذاری شد. نام «ریچارد» برگرفته از Almanac فقیر ریچارد فرانکلین است.

## مأموریت
مأموریت اصلی یو اس اس بونهوم ریچارد سوارکردن، استقرار و فرود عناصر نیروی زمینی، دریایی در عملیات های دوگانه با هلیکوپتر و فرود هواپیماها و وسایل نقلیه دوگانه است و در صورت لزوم می تواند به عنوان یک ناو هواپیمابر حامل هواپیماهای سبک عمل کند.
بونهوم ریچارد پرچمدار گروه سوم تهاجمی اعزامی (Expeditionary Strike Group Three) است. 
شعار این ناو « من هنوز شروع به جنگیدن نکرده‌ام » بود و در تاریخ ۱۲ ژوئیه سال ۲۰۲۰، در حالی که این کشتی در پایگاه دریایی سن دیگو بود، آتش‌سوزی در سطحی پایین‌ شروع شد. علی‌رغم تلاش‌های فشرده برای خاموش کردن آتش، این کشتی در ۱۴ ژوئیه هنوز دچار آتش‌سوزی بود و مسئولین نیروی دریایی و رسانه ها از زخمی شدن ده‌ها ملوان و غیرنظامی خبر دادند. سرانجام آتش سوزی این ناو بعد از پنج روز در شانزدهم ژوئیه به پایان رسید و اما به کشتی خسارات شدیدی وارد شد ، و بدین ترتیب بدون اینکه در نبردی حضور داشته باشد ماموریت آن پایان یافت .

## آتش‌سوزی ژوئیه ۲۰۲۰
در ۱۲ ژوئیه سال ۲۰۲۰، در حدود ساعت ۸:۵۰ دقیقه بعد از ظهر انفجاری در یو اس اس بونهوم ریچارد رخ داد در حالی که این ناو در بندر خانه پایگاه دریایی سن دیگو تحت مراقبت بود. دریاسالار فیلیپ سوبک، فرمانده گروه اعزامی اعتصاب گروه ۳، عصر روز گذشته به خبرنگاران گفت: آتش‌سوزی ناشی از کاغذ، پارچه، دستمال یا مواد دیگر بوده است و روغن، سوخت یا مواد خطرناک دیگر دخالتی در ایجاد آتش ندارند. از آنجا که کشتی در حال تعمیر و نگهداری بود، سیستم‌های مهار آتش‌سوزی در هواپیما غیرفعال شده بودند و به گفته دریاسالار سوبک، شروع تلاش‌های آتش‌نشانی را به تعویق انداختند.

## واکنش مقامات ایرانی
سردار اسماعیل قاآنی، فرمانده نیروی قدس سپاه پاسداران انقلاب اسلامی در واکنش به این رویداد گفت: «آمریکایی‌ها بی خودی دنبال مقصر نگردند و دیگران را متهم نکنند این آتشی است که خودشان روشن کرده‌اند و امروز این آتش آن‌ها را دربر گرفته‌است… واقعیت این است که ارتش آمریکا خسته و فرسوده شده و تجهیزات آن به آهن‌پاره تبدیل شده‌است. آمریکا باید وضع بد خود را قبول کند و بیش از این به بشریت و مردم خود ظلم نکند.»